# Schweizer Fussballmeisterschaft 1898/1899
Druhý ročník Schweizer Fussballmeisterschaft  1898/1899 (česky: Švýcarské fotbalové mistrovství) již bylo organizováno Švýcarským fotbalovým svazem. Turnaje se zúčastnilo 9 klubů a byla rozdělena do tří regionálních skupin, skupina A ze severu, skupina B ze středu a skupina C ze západu. Vítěz každé skupiny postoupil do finále.
Vítězem turnaje se stal Anglo-American Club Curych.